# Findstr
findstr是Microsoft Windows与ReactOS命令行(即壳层)下用于在特定文件中搜索特定字符串的命令。

## 概览
此命令将指定行发送到标准输出设备。
它与find命令相似。然而，find命令支持UTF-16，而findstr不支持。另一方面，findstr支持正则表达式，但find不支持。
findstr最早在Windows 2000 Resource Kit下以名称qgrep发行。
findstr无法搜索到Unicode文件中常见的空字符。

## 语法
```
FINDSTR flags strings [drive:][path]filename[...]
```

参数:
- flags 下列选项的任意组合。
- strings 搜索目标文本。
- [drive:][path]filename 指定被搜索文件。

选项: 
- /B 匹配一行的开头。
- /E 匹配一行的结尾。
- /L 按原字符串搜索。
- /R 按正则表达式搜索。
- /S 在当前目录及所有子目录下搜索匹配文件。
- /I 不区分大小写。
- /X 输出严格匹配的行。
- /V 仅输出不匹配的行。
- /N 在所有匹配行前输出行号。
- /M 仅当文件有至少一处匹配时输出文件名。
- /O 在所有匹配行前输出字符偏移量。
- /P 跳过含有不可打印字符的文件。
- /OFF[LINE] 不要跳过有“离线”属性组的文件。
- /A:attr 用两位十六进制数指定颜色属性（详见"color /?"）。
- /F:file 从指定文件获取被搜索文件（/ 表示直接读取自控制台）。
- /C:string 将指定字符串按照原字符串搜索。
- /G:file 从指定文件获取搜索目标文本（/ 表示直接读取自控制台）。
- /D:dir 在半角冒号指定的目录列表下搜索。

注意：
下列命令显示此命令的详细帮助：
```
 FINDSTR /?
```

## 示例
将正在运行的服务保存到“_services.txt”文件，然后搜索文件中包含"network"的行（不区分大小写）：
```
  
@
echo
 off
  
set
 
searchstr
=
network
  net start
>
_services.txt  
  FINDSTR /I 
"
%searchstr%
"
 _services.txt
  
pause

```

输出是： 
```
 Network Connections
 Network List Service
 Network Location Awareness
 Network Store Interface Service
 Windows Media Player Network Sharing Service
Press any key to continue . . .

```

## 另请参阅
- 正则表达式
- 通配符
- MS-DOS命令列表
- Find
- grep

## 更多
- Stanek, William R. . Microsoft Press. 2008. ISBN 978-0735622623.
- John Paul Mueller. . John Wiley & Sons. 2007. ISBN 978-0470165799.